# Bogosia minor
Bogosia minor är en tvåvingeart som först beskrevs av Villeneuve 1913.  Bogosia minor ingår i släktet Bogosia och familjen parasitflugor. Inga underarter finns listade i Catalogue of Life.